# Otto von Knorring (1863–1933)
Otto Wilhelm von Knorring, född den 31 maj 1863 i Björksta församling i Västmanlands län, död den 30 maj 1933 i Danderyds församling i Stockholms län, var en svensk militär.
Otto von Knorring var son till Otto von Knorring och friherrinnan Henriette De Geer af Finspång. Han avlade officersexamen 1882. von Knorring blev underlöjtnant vid Västmanlands regemente samma år och löjtnant där 1893. Han var ordonnansofficer vid Femte arméfördelningens stab 1892–1897. von Knorring blev kapten vid Västmanlands regemente 1902, major där 1910 och överstelöjtnant vid Kronobergs regemente 1914. Han befordrades till överste i armén 1917 och var tillförordnad chef för Västmanlands regemente 1917–1918. von Knorring blev riddare av Svärdsorden 1903. Han vilar i sin familjegrav på Norra begravningsplatsen utanför Stockholm.